# Barbara Hall (Politikerin)

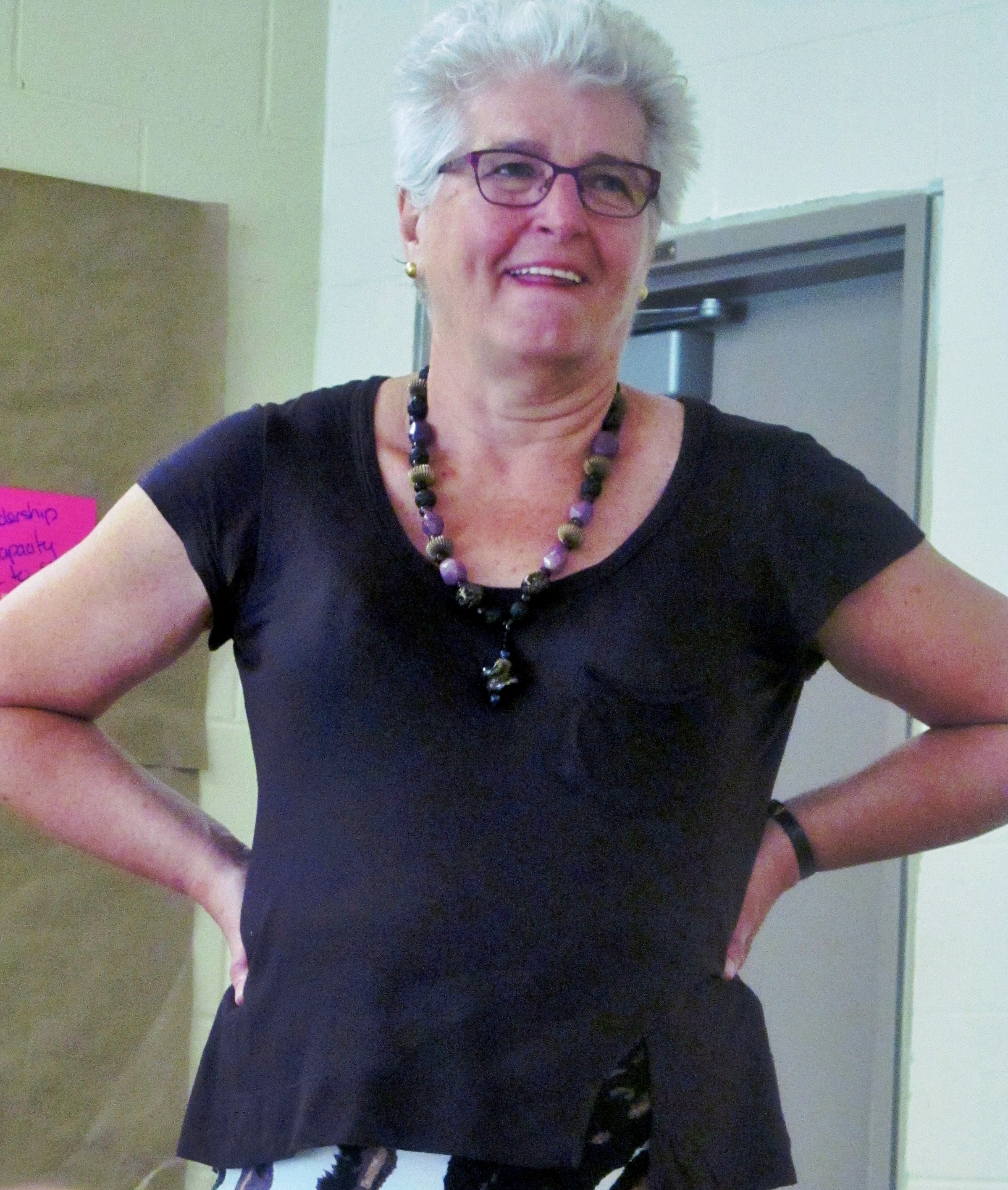
Barbara Hall

Barbara Hall (* 1946) ist eine kanadische Rechtsanwältin und frühere Politikerin. Sie war vom 1. Dezember 1994 bis zum 31. Dezember 1997 die 61. Bürgermeisterin von Toronto. 

## Leben
Hall wuchs als Tochter eines Marineoffiziers und einer Sozialarbeiterin in Ottawa, Victoria und Halifax auf. Für einige Zeit besuchte sie die University of Victoria in British Columbia, wo sie Psychologie und Soziologie belegte, und zog dann nach Nova Scotia. Dort war sie als Sozialarbeiterin tätig. Später arbeitete sie als Bewährungshelferin für Jugendliche in Cleveland, wo sie im Rahmen der Präsidentschaftskampagne von George McGovern erste Erfahrungen mit Politik sammelte.
Zurück in Kanada studierte Hall an der zur York University gehörenden Osgoode Hall Law School Recht und erhielt 1980 ihre Zulassung für die Law Society of Upper Canada, einem Rechtsverband in Kanada. In Cabbagetown, einem Stadtteil von Toronto, eröffnete sie eine Anwaltskanzlei. Sie war in den Bereichen Straf- und Familienrecht tätig. Hall setzte sich für die Einhaltung der Menschenrechte ein und engagierte sich unter anderem für Obdachlose, Homosexuelle und AIDS-Kranke. Als Leiterin des Safe City Committee thematisierte sie Gewalt gegen Frauen.
Ab 1985 war Hall drei Legislaturperioden lang als Stadträtin im Toronto City Council tätig. 1993 trat sie gegen die Amtsinhaberin June Rowlands als Bürgermeisterkandidatin an und konnte die Wahl für sich entscheiden. Als Parteilose wurde sie von der Ontario New Democratic Party (NDP) unterstützt. Ihr Erfolg kam überraschend, weil zur gleichen Zeit der NDP-Gouverneur von Ontario, Bob Rae, auf dem Tiefpunkt seiner Popularität war. 1997 verlor sie das Amt, als Mel Lastman gegen sie kandidierte. Im Jahr 2003 versuchte sie mit der Unterstützung der Ontario Liberal Party eine weitere Kandidatur zum Bürgermeisteramt, verlor allerdings gegen David Miller.
Von 1998 bis 2002 leitete Hall die von der Regierung initiierte National Strategy on Community Safety and Crime Prevention. Vom 28. November 2005 bis 27. Februar 2015 war sie Chefbeauftragte der Menschenrechts-Kommission Ontario Human Rights Commission (OHRC).
Seit 2019 ist Hall Vorstandsmitglied der in Toronto ansässigen gemeinnützigen Organisation Artscape, die unter anderem Immobilien für Künstler verwaltet.

## Ehrungen
1998 verlieh die Toronto Metropolitan University (damals Ryerson University) Barbara Hall die Ehrendoktorwürde (Doctor of Laws).
2014 benannte der Stadtrat von Toronto den Cawthra Square Park in Barbara Hall Park um.
2015 wurde Hall für ihre Führungsrolle im Bereich Menschenrechte und ihr Engagement im Dienst an der Öffentlichkeit zum Member of the Order of Canada ernannt.